# Gillan Bwalya
Gillan Bwalya (ur. 29 marca 1988) – zambijski szachista, mistrz międzynarodowy od 2014 roku.

## Kariera szachowa
W latach 2010 i 2013 wygrał mistrzostwa Zambii. Trzykrotnie reprezentował Zambię na olimpiadzie szachowej, w latach 2010, 2012 i 2022. Zakwalifikował się do Pucharu Świata w 2013 roku, przegrywając w pierwszej rundzie z Władimirem Kramnikiem. W 2017 roku wziął udział w turnieju Henry Chilufya Mem, zajmując 10. miejsce. 24 stycznia 2020 brał udział w turnieju Battle of the Sexes, gdzie zajął przedostatnie miejsce, zdobywając 1,5 pkt, w tym samym roku zagrał w turnieju Uganda IM Norm, plasując się na 2. miejscu.
Najwyższy ranking w dotychczasowej karierze osiągnął 1 września 2022 roku, z wynikiem 2411 punktów.